# Segway Inc.
Segway Inc. je americká společnost vyrábějící lehká elektrická vozidla. Je známá především díky vozítku Segway PT uvedenému na trh v roce 2001. Společnost založil Dean Kamen v roce 1999, sídlo společnosti je v Bedfordu ve státě New Hampshire v USA.
V období své nezávislé existence se společnost zaměřovala především na výrobu specializovaných výrobků pro policii, armádu, skladování, průmyslové zóny atp. Společnost vlastnila patenty na některé zásadní technologie potřebné k výrobě samovyvažovacích vozidel, nicméně některé v průběhu času postupně vypršely. Společnost od roku 2015 vlastní čínská společnost Ninebot Inc., přičemž následně došlo k přeorientování na výrobu primárně pro masový spotřebitelský trh. Na trhu se tak vyskytují výrobky pod označením Segway, Ninebot by Segway, Xiaomi Ninebot atp.

## Historie
Dean Kamen v roce 1982 založil společnost DEKA, v rámci níž od roku 1990 probíhal vývoj samovyvažovacího invalidního vozíku iBot. První funkční prototypy byly k dispozici v roce 1992, o první patent na samovyvažovací přepravní zařízení potom Kamen zažádal 23. února 1993. Patent byl udělen 30. prosince 1997 a od té doby již vypršel, stejně jako některé další patenty společnosti. DEKA na konci roku 1994 podepsala smlouvu na výrobu iBOTu se společností Johnson & Johnson, která měla mít následně na starosti financování veškerého dalšího výzkumu a vývoje. DEKA měla dle smlouvy nárok na menší než obvyklou platbu za využití patentu za to, že si ponechala práva na veškeré nemedicínské využití své technologie. iBOT byl představen veřejnosti 30. června 1999.
Společnost Segway Inc. byla založena v červenci 1999 a jejím smyslem byl vývoj nemedicínských zařízení využívajících technologii samovyvažování. Segway PT (Personal Transporter) byl představen v prosinci 2001, první kusy byly zákazníkům dodány na začátku roku 2002. Objemy prodaných kusů nicméně dlouho zaostávaly za očekáváními společnosti. K září 2006, kdy společnost stahovala zpět veškeré prodané kusy kvůli závažné softwarové chybě, bylo za celou dobu prodeje dodáno zhruba 23500 kusů přístroje. I v dalších letech pak společnost bojovala s nižšími prodeji než s jakými počítali investoři.
V prosinci 2009 došlo k prodeji společnosti skupině vedené britským milionářem Jimim Heseldenem. Po tomto prodeji skončila také role zakladatele Deana Kamena ve společnosti. Heselden zemřel v roce 2010, když sjel na Segwayi z útesu. Podle vyšetřování šlo o nehodu.
V únoru 2013 oznámil koupi společnosti fond Summit Strategic Investment, LLC. Oznámil také plán na změnu zaměření a snahu o ozšíření portfolia o více produktů.
Na začátku dubna 2015 společnost převzal pekingský startup Ninebot Inc. zaměřený na dopravu a robotiku. Startup si zajistil financování ve výši 80 milionů USD od společností Xiaomi a Sequoia Capital.
V květnu 2016 bylo oznámeno, že v červnu stejného roku bude na trh uveden Segway miniPRO.
V červnu 2018 bylo oznámeno, že výroba Segway PT bude přesunuta z USA do Číny, na konci června nicméně Segway oznámil, že většina produkce zůstane nadále v Bedfordu.
K roku 2020 byl Segway Inc. stále součástí společnosti Ninebot Inc.

## Produkty
Stav v srpnu 2018:
Produkty pod značkou 'Segway'
- Segway i2 SE
- Segway x2 SE
- Segway SE 3
- Segway Robot
- Segway Drift W1

Produkty pod značkou 'Ninebot by Segway'
- Ninebot by Segway E+
- Ninebot by Segway miniPro
- Ninebot S
- Ninebot S+
- Ninebot by Segway One S2
- Ninebot by Segway One E+
- Ninebot by Segway ES1/ES2/ES4